# Cult Awareness Network
Il Cult Awareness Network (CAN) è un'organizzazione nata all'indomani del 18 novembre 1978 quando trovarono la morte i componenti del gruppo del Tempio del popolo, ed il membro del Congresso degli Stati Uniti d'America Leo Ryan fu ucciso a Jonestown in Guyana. In riferimento alla storia del Cult Awareness Network si distingue tra Old CAN (vecchio CAN) e New CAN (nuovo CAN) dove per New CAN si intende il CAN attuale che è proprietà di Scientology, organizzazione che fu fortemente osteggiata dal vecchio CAN .
Prima che se ne impossessasse Scientology il Can forniva informazioni sui gruppi che considerava delle sette offrendo anche consulenza su come uscire da questi gruppi e sulla deprogrammazione.
Dal 1978 al 1996, prima di essere acquistato da associati a Scientology in una causa per bancarotta, il CAN era stato fortemente critico nei confronti di Scientology, la Landmark Education e altri gruppi che il CAN considerava potenzialmente pericolosi. Alcuni di questi gruppi erano descritti come sette distruttive. Sia Scientology che la Landmark Education promossero una serie di azioni legali contro l'organizzazione.
In seguito a queste azioni legali il CAN fu giudicato colpevole di avere violato i diritti civili e la libertà di religione del pentacostale Jason Scott che fu rapito e sottoposto a un procedimento, fallito, di deprogrammazione da Rick Ross, referente del CAN. In seguito al giudizio e alla condanna al pagamento di un milione di dollari il CAN fallì e fu acquistato da Scientology.